# Сикора, Йозеф
Йозеф Сикора, чеш. Josef Sýkora, рус. Иосиф Иосифовичу Сикора, пол. Józef Sýkora (28 января 1870, г. Хрудим, Австро-Венгерская империя или Харьков, Российская империя — 23 февраля 1944, г. Бенешов, Чехословакия, ныне Чешская Республика, похоронен в пгт. Ондржейов, Чехословакия, ныне Чешская Республика — русский и чешский астроном, геодезист, сейсмолог, полярный исследователь, педагог, доктор наук (1902), профессор, надворный советник.

## Биография
В Российскую империю прибыл с родителями в 70-х гг. XIX века. Российское подданство получил в 1893 г.
Окончил 3-ю Харьковскую классическую гимназии (1888) и Императорский Харьковский университет (1892). Ученик известного российского астронома Г. Левицкого (1852—1918).
Работал преподавателем кафедры астрономии Императорского Харьковского университета и наблюдателем в его астрономической обсерватории (1892—1897), где фотографировал пятна и протуберанцы на Солнце, а также принял участие в экспедиции Русского астрономического общества по наблюдению полного солнечного затмения в Финляндии 28 июля (9 августа) 1896 года. Затем как стипендиат российского Министерства образования работал в астрономической обсерватории в Юрьеве (Дерпте, ныне Тарту) в Эстонии (1897—1899). Потом как астроном-геодезист принимал участие в Русско-шведской градусной экспедиции на архипелаг Шпицберген (1899—1901). Там во время зимовки 1899—1900 гг. получил с помощью малой светосильной фотокамеры с объективом «Carl Zeiss Planar T * 110 mm F 3,6» и спектрографа фирмы «Otto Toepfer & Sohn» одни из первых в мире фотографий и спектров полярных сияний, отдельные линии которых правильно интерпретировал как линии азот. При этом установил связь сияний с магнитными возмущениями. После возвращения снова работал в Юрьеве, где сделал первые фотографии метеоров (1901). Потом фотографировал полярные сияния на Кольском полуострове (1901—1905) и защитил докторскую диссертацию в Тартуском университете (1902). Затем работал в Ташкентской обсерватории (1905—1911) и заведующим вечерних курсов при Ташкентской женской гимназии (ныне Узбекистан). В Ташкенте фотографировал солнечные пятна, метеоры и кометы, в частности, 11 августа 1909 г. получил первый снимок одного метеора из трех пунктов и фотографии комет Даниэля (C/1907 L2), Морхауза (C/1908 R1), Большой январской кометы 1910 г. (C/1910 A1) и кометы Галлея 1910 г. (1P/Halley), наблюдал прохождение планеты Меркурий (1907 г.) и кометы Галлея (1910 р.) перед диском Солнца и оптические явления, вызванные Тунгуской событием 1908 года, проводил сейсмические исследования, исследовал остатки астрономической обсерватории всемирно известного узбекского астронома Мухаммеда Тарагая Улугбека (1394—1449) в Самарканде и др. В обсерватории у него проходил летнюю практику после первого курса студент ФМФ Императорского Харьковского университета. Г Фесенков (1889—1972), будущий выдающийся российский астроном, академик АН СССР, с которым, например, в ночь с 30 июня на 1 июля 1908 года наблюдал интенсивное «равномерное свинцово-бледное» свечение неба, вызванное Тунгусской катастрофой.

Наблюдения солнечного затмения возле станции Черняєво 1 января 1907 года сотрудниками Ташкентской обсерватории. Второй слева у рефрактора вероятно Йозеф Сикора

Был также профессором физики, инспектором гимназии в Шяуляе в Литве (1911—1912), директором прогимназии в Сандомире (1912—1913) и Мануфактурно-Промышленного училища в Лодзе (1913—1917) в Польши. Летом 1913 г. организовал успешную экскурсионную поездку 25-ти учеников Варшавского школьного округа в Сибирь и Японию. Из-за событий Первой мировой войны Мануфактурно-промышленное училище было эвакуировано из Лодзя в Иваново-Вознесенск и там реорганизовано в политехническое училище (1917—1918), которым также руководил. Впоследствии преподавал в Иваново-Вознесенском политехническом институте (1918) и на кафедре астрономии и геодезии Пермского университета (1919). В начале 1920 г. работал физиком-сейсмологом Екатеринбургской магнитно-метеорологической обсерватории, а затем преподавал на кафедре астрономии Харьковского университета (1920—1921).
В сентябре 1921 года реэмигрировал в Чехословакии, где 13 апреля 1922 года получил т.из. домовское право в родном Хрудиме, а в декабре того же года гражданство. Работал в отделениях Чехословацкой государственной астрономической обсерватории Клементинум в Праге (1 июня 1922 г.), Старая-Дяла (1922; сейчас Гурбаново в Словацкой Республике) и Ондржейов (от 1923 г.), где продолжил фотографирование метеоров, первый снимок которых получил 9 августа 1925 г., изучал Солнце, организовал самостоятельную экспедицию по наблюдению в Финляндии полного солнечного затмения 29 июня 1927, преподавал в Русском институте в Праге. Среди его учеников был в 1921—1924 гг. бывший студент астрономического отделения Харьковского университета (1917—1919), впоследствии будущий известный американский астрофизик Н. Бобровников (1896—1988).
Был членом Чешского астрономического общества и инициатором основания при нём метеорной секции, а также членом комиссии № 22 «Метеоры, метеориты и межпланетный пыль» Международного астрономического союза (1928—1934).
Жил в Обешловой вилле (Фричова ул., № 146) в Ондржейове. Умер в больнице г. Бенешова, похоронен в Ондржейове на местном кладбище (могила № 228).

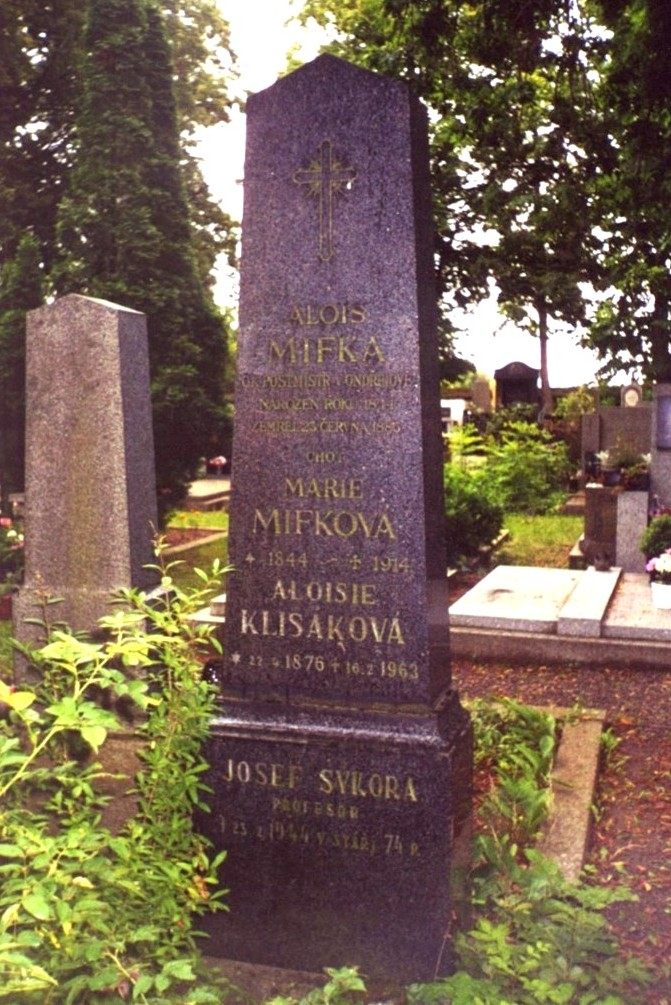
Могила № 228 на кладбище в пгт. Ондржейов, в которой похоронен российский и чешский астроном Йозеф Сикора (1870—1944)

Автор и соавтор более 80-ти научных трудов, в том числе эфемерид, результатов наблюдений, методических указаний и докладов, которые были опубликованы в авторитетных российских, чешских и иностранных научных журналах или вышедшие отдельными изданиями. Выдавал в Чехословакии также свои фотографии астрономических объектов на открытках, напр. кометы Морхауза, которую сфотографировал ещё 14 ноября 1908 г. в Ташкенте. Кроме научных трудов писал научно-популярные статьи и сообщения для чешских газет, которые также иллюстрировал своими фотографиями астрономических объектов. Он один из переводчиков на чешский язык книги русского ученого-эмигранта в Праге, бывшего профессора Московского университета, Стратонова (1869—1932) «Astronomie» (Прага, 1927. 639 с.).
Некоторые свои публикации Сикора посылал в Чешскую Императора Франтишка-Йозефа Академию наук, словесности и искусств (ЧАНСМ). О чём свидетельствует письмо-ответ ЧАНСМ от 10.03.1899 г., адресован Й. Сикоре в г. Харьков, с благодарностью за ссылки публикаций «Beobachtungen von Sonnenflecken und Protuberanzen in den Jahre 1897 und Vertheilung derselben nach Breite und Lange» и «Les protubérances solaires observées en 1897 à l’observatoire de Charkow». Письмо подписал глава академии Йозеф Главка (1831—1908), выдающийся чешский архитектор и меценат.

## В памяти потомков
За выдающийся вклад в исследование Шпицбергена его именем было ещё в 1901 г. был назван ледник «Сикора», норв. «Sykorabreen», длиной 6,7 км на восточном побережье Земли Серкапп, на юге острова Западный Шпицберген (архипелаг Шпицберген, Норвегия) и небольшой остров «Сикора» (группа островов Литке, архипелаг Норденшельда, Карское море).
О научных достижениях ученого вспоминают русские энциклопедии Энциклопедический словарь Брокгауза и Ефрона и Большая советская энциклопедия (2 изд.). Более подробно о них пишется в научных трудах известных русских, эстонских и чешских астрономов С. Глазенапа (1848—1937), М. Н. Евдокимова (1868—1941), А. С. Васильева (1868—1947), А. Ганского (1870—1908), Б. Н. Остащенко-Кудрявцева (1876—1956), В. Г Фесенкова, Б. А. Воронцова-Вельяминова (1904—1994), И. Астаповича (1908—1976), Г. А. Желнина (1910—1985), В. А. Бронштена (1918—2004) и других. Интерес к научному наследию ученого не исчезает и в наше время. Недаром вспомнил о его научных достижениях современный чешский астроном Йиржи Григар в книге «Co daly naše země Evropě a lidstvu» (Прага, 2000). В Российской Федерации исследуют результаты фотографирования полярных сияний Й. Сикорой сотрудники Полярного геофизического института Кольского научного центра Российской Академии Наук (г. Мурманск).

## Работы
- Об изменении диаметра Солнца в зависимости от явлений, наблюдаемых на его поверхности. Publ. der Charkower Univ. Sternw. 4 (1897)
- Краткий обзор статей, помещённых в Журнале итальянских спектроскопистов за 1896. Изв. Русск. астрон. об-ва. 6, № 3, С. 149—156 (1897)
- Экспедиция к верховьям реки Муонио для наблюдения полного солнечного затмения 28 июля (9 авг.) 1896 г. Изв. Русск. геогр. об-ва. 32, С. 411—439 (1897)
- Различные проявления физической жизни Солнца во время затмения 28 июля 1896 г.. Изв. Русск. астрон. об-ва. − VI, № 8-9, С. 422—427 (1898)
- Фотографирование Солнца и явлений на нём. Фотографический Ежегодник П. М. Дементьева. Год 7-й. − СПб, 1898. С. 51-62.
- Sur la Photographie du Spectre de L‘Aurore Boreale. Memoires de L‘Academie Imperiale des Sciences de St.-Petersbourg 11, 9, 1-9 (1901)
- Die Wellenlängen der photographisch erhaltenen Linien des Nordlichtspectrum. Astronomische Nachrichten, 156, 326 (1901)
- Observations Directes et Photographies des Aurores Boreales. Memoires de L‘Academie Imperiale des Sciences de St.-Petersburg, 14, 5, 1-50 (1903)

## Интернет-ссылки
- Архив Российской академии наук. Фонд 543 — Личный архив Н. А. Морозова, Опись 4, Дело № 1696 — Сикора Иосиф. Астроном, профессор
- Бронштэн В. А. Метеоры, метеориты, метеороиды. — Москва: Наука, 1987. — 173 с.
- WSCHODNIE WYBRZEŻE SPITSBERGENU — lodowce Hambergbreen i Sykorabreen (недоступная ссылка)
- GÅSHAMNA (76° 57' N, 15° 52' Ш) / Bjørn Fossli Johansen (red.), Jørn Henriksen, Øystein Overrein, Kristin Prestvold; The Norwegian Polar Institute
- GRYGAR J. Česká astronomie a astrofyzika ve XX. století. — В кн.: CO DALY NAŠE ZEMĚ EVROPĚ A LIDSTVU. — III. část. — Praha: Evropský literární klub, 2000. — S. 328—342
- 200 лет астрономы в Харьковском университете / Под ред. проф. Ю. Г Шкуратова. — Харьков: ХНУ им. В. Н. Каразина, 2008. — 632 с. — ISBN 978-966-623-473-8
- Дрбал А. Известный российский и чешский астроном Йозеф Сикора (1870—1944) // Современные достижения геодезической науки и производства: Сборник научных трудов Западного геодезического общества УТГК (Львов). — ISSN 0130-1039. — 2012. — Вып. II (24). — С. 20-26
- ŽELNIN G. Tartu observatoorium 1805—1948. — Tartu: Observatoriumi Virtuaalne Muuseum, 2004. — 91 s.
- Знак «Градусные измерения на а. Шпицберген»
- Сикора Иосиф Иосифовичу / Астрономы : Биографический справочник
- Сикора Иосиф Иосифовичу / Полярная почта
- CHERNOUSS S. A., SANDAHL I. Comparison and significance of auroral studies during the Swedish and Russian bilateral expedition to Spitsbergen in 1899—1900 // Annales Geophysicae. — ISSN 0992-7689. — Vol. 26 (2008). — P. 1127—1140
- CHERNOUSS S. A., STARKOV G. V., YEVLASHIN L. S. World first complex optical instrumental observations of aurora in the Arctic in 1899—1900 // Annales Geophysicae. — ISSN 0992-7689. — Vol. 23 (2005). — P. 1523—1531